# Sollevamento pesi ai Giochi della XIV Olimpiade - Pesi massimi-leggeri
La competizione della categoria pesi massimi-leggeri (fino a 82,5 kg) di sollevamento pesi ai Giochi della XIV Olimpiade si è svolta il giorno 11 agosto 1948  al Earls Court Exhibition Centre a Londra.

## Regolamento
La classifica era ottenuta con la somma delle migliori alzate delle seguenti 3 prove:
- Distensione lenta
- Strappo
- Slancio

Su ogni prova ogni concorrente aveva diritto a tre alzate.

## Risultati
| Pos.    | Atleta                | Nazione       | Peso Atleta | Totale | Distensione lenta | Distensione lenta | Distensione lenta | Strappo | Strappo | Strappo | Slancio | Slancio | Slancio |
| Pos.    | Atleta                | Nazione       | Peso Atleta | Totale | 1                 | 2                 | 3                 | 1       | 2       | 3       | 1       | 2       | 3       |
| ------- | --------------------- | ------------- | ----------- | ------ | ----------------- | ----------------- | ----------------- | ------- | ------- | ------- | ------- | ------- | ------- |
| Oro     | Stanley Stanczyk      | Stati Uniti   | 80,66       | 417,5  | 122,5             | 127,5             | 130,0             | 122,5   | 130,0   | 132,5   | 157,5   | 165,0   | 165,0   |
| Argento | Harold Sakata         | Stati Uniti   | 80,85       | 380,0  | 105,0             | 110,0             | 110,0             | 112,5   | 117,5   | 117,5   | 142,5   | 150,0   | 152,5   |
| Bronzo  | Gösta Magnusson       | Svezia        | 82,49       | 375,0  | 105,0             | 110,0             | 112,5             | 115,0   | 120,0   | 120,0   | 145,0   | 150,0   | 150,0   |
| 4       | Jean Debuf            | Francia       | 82,20       | 370,0  | 100,0             | 105,0             | 107,5             | 107,5   | 112,5   | 115,0   | 142,5   | 147,5   | 150,0   |
| 5       | Osvaldo Forte         | Argentina     | 81,42       | 367,5  | 100,0             | 105,0             | 107,5             | 105,0   | 110,0   | 115,0   | 135,0   | 142,5   | 147,5   |
| 6       | James Varaleau        | Canada        | 80,84       | 365,0  | 105,0             | 110,0             | 112,5             | 105,0   | 110,0   | 112,5   | 135,0   | 140,0   | 145,0   |
| 7       | Juhani Vellamo        | Finlandia     | 80,98       | 355,0  | 95,0              | 100,0             | 102,5             | 110,0   | 115,0   | 117,5   | 140,0   | 145,0   | 145,0   |
| 8       | Rasoul Raisi          | Iran          | 81,15       | 355,0  | 102,5             | 107,5             | 110,0             | 100,0   | 105,0   | 110,0   | 130,0   | 135,0   | 140,0   |
| 9       | Ernest Roe            | Gran Bretagna | 82,24       | 355,0  | 105,0             | 110,0             | 115,0             | 105,0   | 110,0   | 110,0   | 135,0   | 140,0   | 140,0   |
| 10      | László Buronyi        | Ungheria      | 82,40       | 355,0  | 95,0              | 100,0             | 102,5             | 105,0   | 110,0   | 112,5   | 135,0   | 140,0   | 142,5   |
| 11      | Raymond Herbaux       | Francia       | 82,50       | 350,0  | 97,5              | 102,5             | 105,0             | 100,0   | 105,0   | 107,5   | 132,5   | 137,5   | 140,0   |
| 11      | Mohamed Ibrahim Saleh | Egitto        | 82,50       | 350,0  | 97,5              | 102,5             | 102,5             | 107,5   | 112,5   | 112,5   | 140,0   | 150,0   | 150,0   |
| 13      | Wilhelm Pankl         | Austria       | 79,92       | 347,5  | 90,0              | 95,0              | 95,0              | 102,5   | 107,5   | 107,5   | 137,5   | 145,0   | 145,0   |
| 14      | Fritz Haller          | Austria       | 82,09       | 342,5  | 95,0              | 100,0             | 100,0             | 107,5   | 112,5   | 112,5   | 135,0   | 140,0   | 140,0   |
| 15      | Carlos Bisiak         | Perù          | 89,75       | 332,5  | 97,5              | 97,5              | 102,5             | 97,5    | 102,5   | 102,5   | 127,5   | 132,5   | 135,0   |
| 16      | Lee Yeong-Hwan        | Corea del Sud | 81,39       | 205,0  | 100,0             | 105,0             | 105,0             | 100,0   | 105,0   | 110,0   | 145,0   | 145,0   | 145,0   |